# Course en ligne masculine aux championnats du monde de cyclisme sur route 1953
La course en ligne masculine aux championnats du monde de cyclisme sur route 1953, 20e édition de cette course cycliste, a lieu le 30 août 1953 à Lugano en Suisse sur une distance de 270 km. Elle est remportée par l'Italien Fausto Coppi.

## Parcours
La course se déroule au fond de la vallée touristique du Vedeggio (it) sur un circuit de 15 km à parcourir 18 fois. La côte de Crestera se situe 5 km après la ligne de départ et présente 304 m de dénivelé.

## Récit de la course
La course est lancée dès le 20e km par Astrua et Gaul. Derrière, Bobet et Kübler tentent de revenir mais c'est Coppi lui-même qui tire le peloton pour provoquer le regroupement en quatre kilomètres. Au 55e km, ce sont Van Breenen et le Belge De Baere qui s'échappent, ce qui sera la base de l'échappée du jour, Van Breenen résistant jusqu'au 183e km. L'échappée comptera jusqu'à huit coureurs dont Lauredi, qui vire en tête au 10e tour, Huber, Fornara, Derycke et Van Geneugden.
Une nouvelle attaque de Bobet au 150e km est encore contrée par Coppi. Enfin, au 165e km, Ockers, Lanfranchi et Defilippis s'échappent, bientôt suivis par Géminiani, Fornara, Roks et enfin Rolland. À ce moment les échappés, réduits à sept après l'abandon de De Baere, ne compte plus que 44 s d'avance. Bobet sort à son tour au 175e km et cette fois Coppi l'accompagne avec Kübler et Varnajo, c'est la première sélection.
Ils reprennent Rolland au passage sur la ligne, puis le groupe précédent au pied de la côte. Coppi démarre au moment de la jonction et seul Derycke peut le suivre. Ce sera l'attaque décisive.
Du 185e au 245e km les deux hommes restent ensemble, Coppi infligeant à son compagnon des accélérations à chaque passage de la côte de Crestera. Le Belge réagit avec de plus en plus de difficulté et lâche prise lors de l'avant-dernière ascension de la côte. Coppi s'envole alors littéralement pour s'imposer 22 km plus loin avec 6 min 15 s d'avance sur Derycke. Ockers bat au sprint Gismondi pour la médaille de bronze. Le peloton des battus est réglé par Kübler devant Bobet à près de treize minutes.

## Classement[1]
| Classement | Classement        | Classement | Classement | Classement         |
|            | Coureur           | Pays       | Équipe     | Temps              |
| ---------- | ----------------- | ---------- | ---------- | ------------------ |
| 1er        | Fausto Coppi      | Italie     | '          | en 7 h 30 min 59 s |
| 2e         | Germain Derycke   | Belgique   |            | + 6 min 15 s       |
| 3e         | Stan Ockers       | Belgique   |            | + 7 min 33 s       |
| 4e         | Michele Gismondi  | Italie     |            | + 7 min 34 s       |
| 5e         | Nino Defilippis   | Italie     |            | + 9 min 11 s       |
| 6e         | Charly Gaul       | Luxembourg |            | + 9 min 12 s       |
| 7e         | Ferdi Kübler      | Suisse     |            | + 12 min 57 s      |
| 8e         | Louison Bobet     | France     |            | + 12 min 57 s      |
| 9e         | Raphaël Géminiani | France     |            | + 12 min 57 s      |
| 10e        | Marcel Ernzer     | Luxembourg |            | + 12 min 57 s      |
| 15e        | Antonin Rolland   | France     |            | + 14 min 38 s      |
| 17e        | André Darrigade   | France     |            | + 19 min 39 s      |
| 25e        | Adolphe Deledda   | France     |            | + 27 min 13 s      |
| modifier   |                   |            |            |                    |